# Железнодорожный виадук (Болеславец)
Железнодорожный виадук в Болеславце (пол. Wiadukt kolejowy w Bolesławcu) — железнодорожный мост через долину реки Бубр в Болеславце, Польша. Является частью железнодорожной линии № 282, соединяющей Польшу и Германию. Достопримечательность города. Это один из крупнейших каменных железнодорожных мостов в Европе и самый длинный железнодорожный виадук в Польше. Аналогичный железнодорожный мост расположен на границе Польши и Германии в Згожельце/Гёрлице.

## История
В 1843 году началось строительство железнодорожной линии между Берлином и Бреслау. Одним из препятствий было пересечение реки Бубр. Проект моста разработал прусский архитектор Фридрих Энгельгардт Ганзель (нем. Friedrich Engelhardt Gansel). Мост был заложен 17 мая 1844 года. Строительство моста было разделено на три участка. Участок со стороны Болеславца строился под руководством старшего инженера Бургаса, количество рабочих составляло 1800 человек. Центральная часть моста возводилась под наблюдением инженера Людвига, на работах было занято 1000 человек. Работы на участке через реку Бубр производились инженером Клейстом и каменщиком Ханселем. Камень для строительства поставлялся из близлежащего карьера в Добре.
Уже 5 июля 1846 года, после двух лет строительства, по виадуку прошел первый поезд. 1 сентября 1846 года открылось постоянное железнодорожное сообщение. Торжественное открытие моста состоялось 17 сентября 1846 г. в присутствии короля Пруссии Фридриха Вильгельма IV. Общая стоимость строительства составила более 400 тыс. талеров. Архитектор Ганзель был награждён орденом Красного орла.
10 февраля 1945 года две арки и опора западного пролёта через реку были взорваны отступающими частями вермахта. В 1947 г. мост был восстановлен силами Вроцлавского филиала Государственного предприятия транспортных работ (пол. Oddział Wrocławski Państwowego Przedsiębiorstwa Robót Komunikacyjnych). В ходе работ опоры были усилены железобетоном, разобран пешеходный мост через реку.
В 1984-85 гг. в связи с электрификацией железнодорожной линии был проведен ремонт моста. В ходе работ было устроено новое мостовое полотно, заменена система водоотвода, установлены опоры контактной сети, взамен каменной балюстрады установлено металлическое перильное ограждение.
31 августа 2006 года были завершены работы по установке художественной подсветки моста.
В 2009 году виадук был реконструирован в рамках модернизации железнодорожной линии Е-30 Дрезден-Вроцлав. В ходе работ было устроено новое мостовое полотно безбалластного типа по монолитной железобетонной плите, расширены тротуары, очищена поверхность моста. Работы производились компанией FRENZEL-BAU.

## Конструкция
Мост каменный арочный двухпутный. Пролетное строение состоит из 35 полуциркульных сводов, опирающихся на мощные каменные опоры (максимальная толщина 3,75 м). Длина пролетов составляет 15 м (через русло реки и над дорогой 94 на восточной стороне моста), 11,5 м и 5,65 м. Три промежуточные опоры были построены в форме башен, в которых первоначально располагались караульные помещения. Подходы к переправе выполнены в виде высоких 17-метровых насыпей. Высота над уровнем реки составляет 26 м. Мост облицован светло-желтым песчаником. На фасаде установлено несколько мемориальных досок, посвященных строительству и реконструкции виадука. Длина моста составляет 490 м, ширина — 8 м.